# El cuerpo de Cristo en la tumba

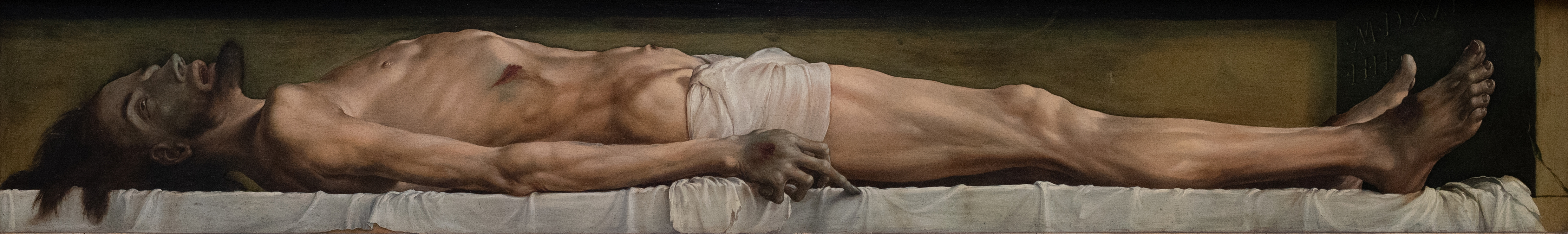
El cuerpo de Cristo en el sepulcro y detalle. Óleo y temple sobre madera de tilo, 30,5 × 200 cm, Museo de Arte de Basilea.

El cuerpo de Cristo en la tumba es un cuadro del pintor alemán Hans Holbein el Joven. La pintura al óleo, realizada hacia 1521/22 sobre un panel de madera de tilo, muestra a Cristo muerto representado de manera crudamente realista en un nicho de piedra a tamaño natural y en formato muy apaisado (30,5 cm × 2,00 m). Probablemente originalmente pensado como epitafio, la pintura nunca llegó al lugar previsto debido a la furia iconoclasta en Basilea. El cuadro permaneció en posesión privada de la familia del cliente, Bonifacio Amerbach, cuya colección de arte formó más tarde la base de la Colección de Arte Público de Basilea. Actualmente se exhibe en el Kunstmuseum de Basilea. 

## Descripción
En formato extremadamente apaisado, la obra representa un nicho rectangular en un muro de piedra justo encima del nivel de los ojos del espectador. El cuerpo de Cristo se muestra tendido cuan largo es sobre un lienzo blanco. La arquitectura del nicho sugiere que el espectador debe acercarse a la pintura desde el lado izquierdo; sólo en el lado derecho se aprecia el lado estrecho del nicho, en que parece haber sido tallado en la piedra la fecha y firma: "MDXXI/HH".  

El cadáver, por el contrario, está diseñado para una vista cercana desde el frente y el centro, donde el espectador se encuentra directamente frente al panel: el espectador ve los pies de Cristo "desde arriba", pero la nariz, boca, barbilla y hombros "desde abajo", mientras que la mano derecha, situada exactamente en el centro de la imagen, mantiene los estigmas directamente delante de los ojos del espectador. El desnudo cadáver demacrado, sólo ceñido el pubis con un paño, está representado de forma muy realista con los ojos y la boca abiertos, las heridas en las manos y los pies y el costado derecho. La piel es pálida, con tintes gris verdosos en manos, pies y cara. El cabello castaño, la mano derecha y los dedos del pie derecho sobresalen del espacio pictórico imaginario de la hornacina de la pared hacia el espacio real del espectador.  

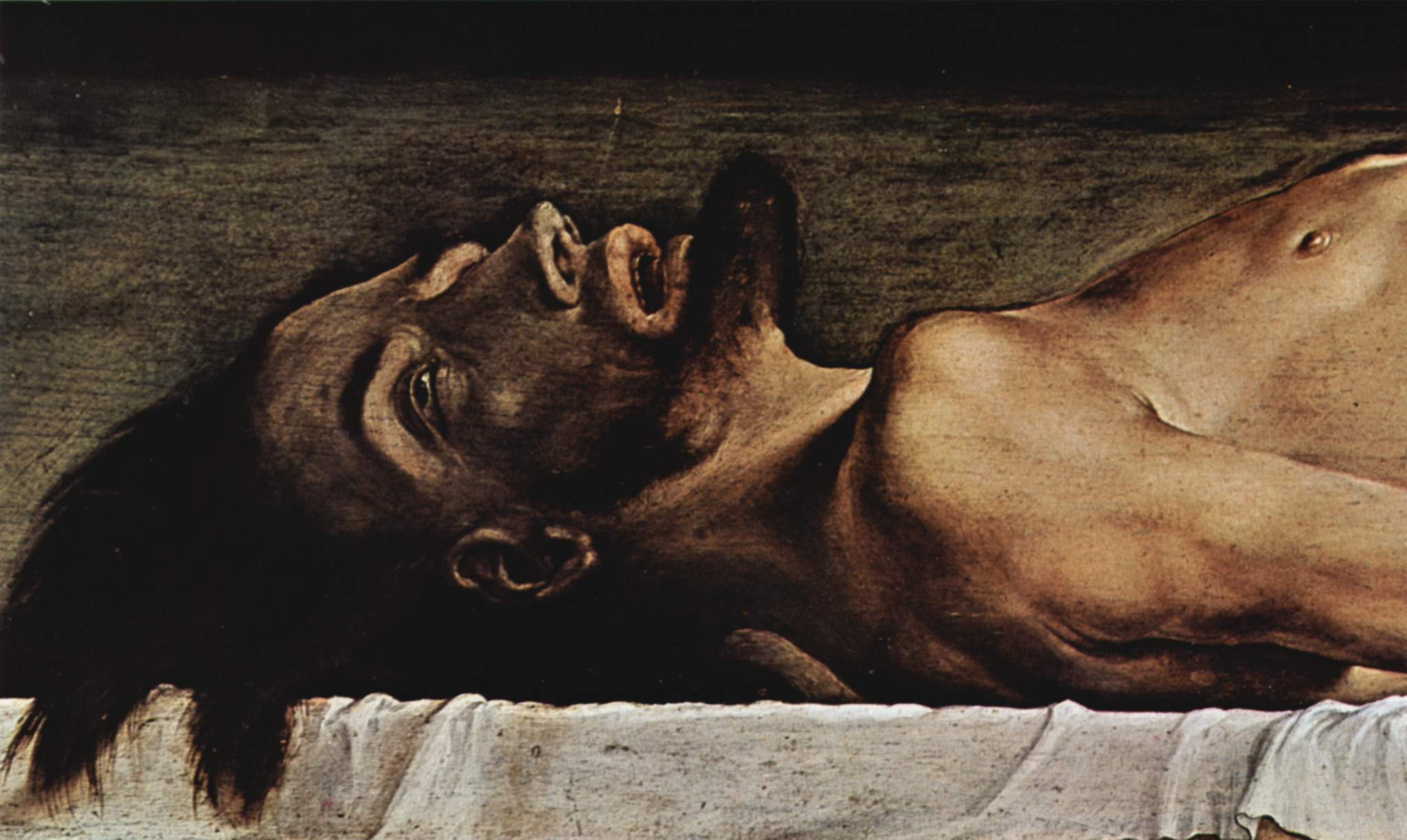
Detalle: Cabeza.
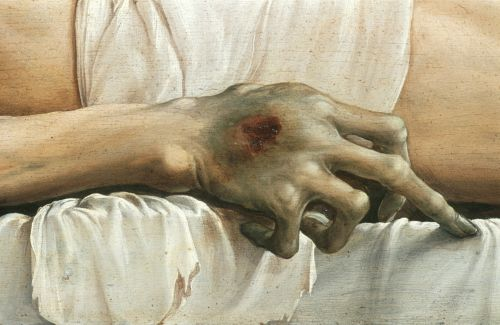
Detalle: Mano.
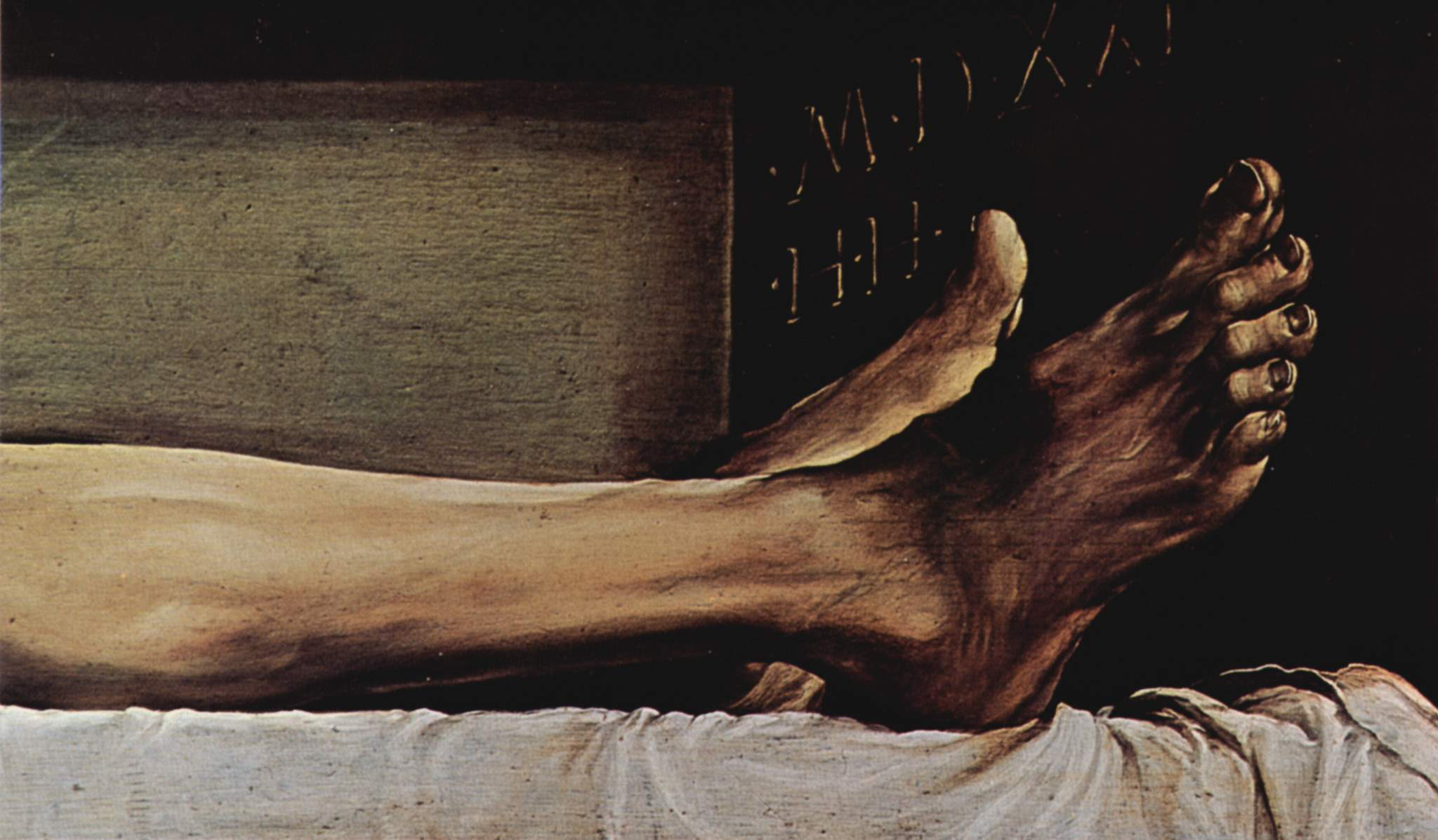
Detalle: Pies.

Por los pliegues de la fina tela de lino sobre la que reposa parece como si el cadáver acabara de ser colocado allí, por lo que la escena parece incompleta, incluso debido a los ojos aún no cerrados, como en transición. La escena está bañada por una luz que cae desde arriba y que contradice esencialmente la situación del nicho. Las opiniones difieren en cuanto a si el tono gris verdoso de la cabeza, las manos y los pies debe considerarse como un signo del inicio de la descomposición (según Bätschmann y Griener) o si es el resultado de una sombra algo errática proyectada: La descripción de la historia de la Pasión es más sugestiva hacia esto último, ya que Jesús fue sepultado inmediatamente después del Descendimiento de la Cruz el mismo día.

## Significado

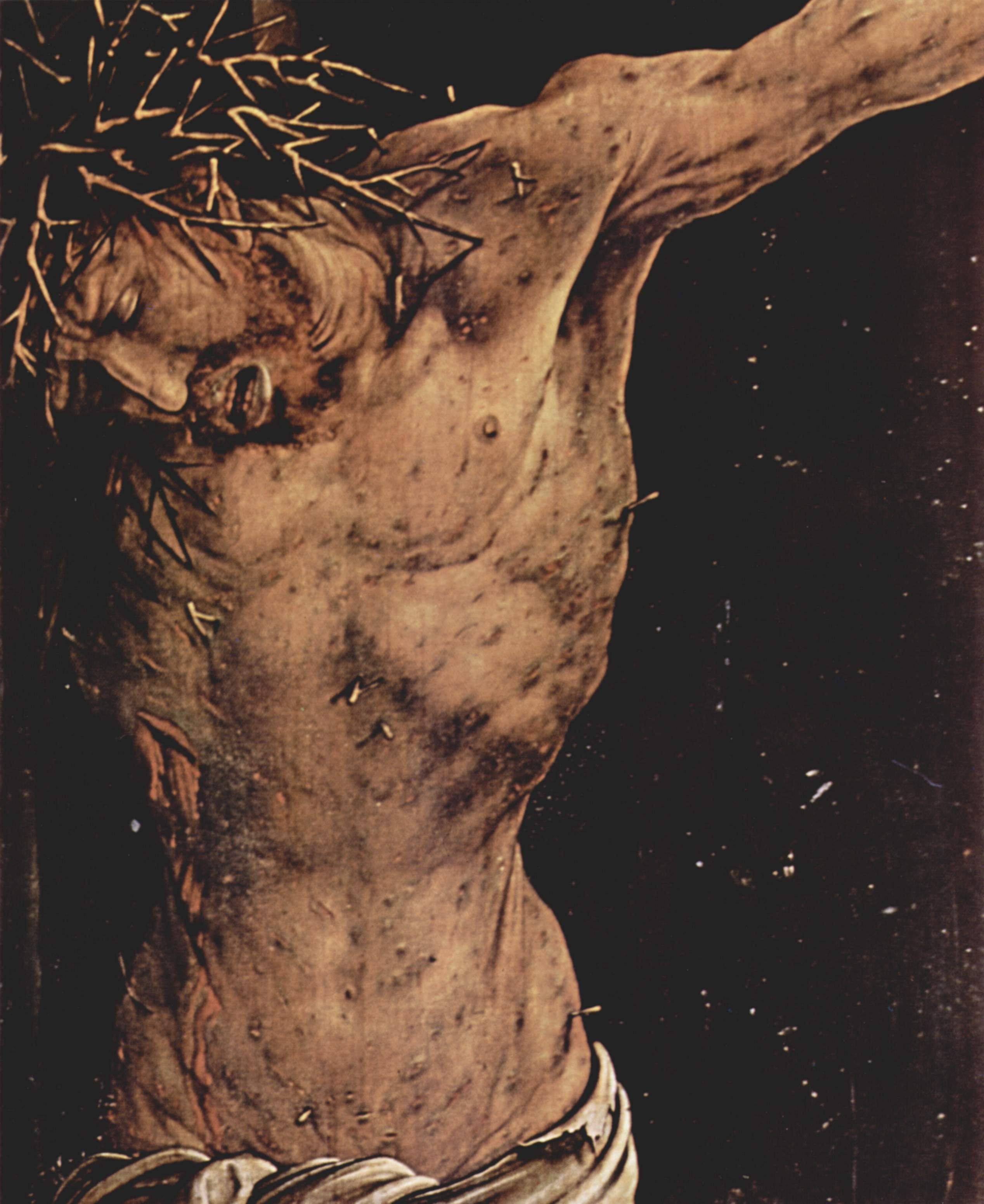
Matthias Grünewald, Altar de Isenheim, detalle.

La pintura obviamente se refiere a la Pasión de Cristo y a la esperanza de salvación de los fieles asociada a ella. La representación realista enfatiza la encarnación de Cristo, mientras que la iluminación sobrenatural insinúa la inminente Resurrección. La inmediatez de la escena representada, que casi invita al espectador a acercarse a él con la mano que sobresale más allá del borde de la imagen, conmueve al espectador emocionalmente y le hace sentir lástima y considerar su propio fin. Durante el Gótico final y hasta el siglo XVI, estas representaciones casi exageradas, se consideraban propicias para despertar la piedad de los fieles desde la perspectiva de la Iglesia. En este sentido, la pintura es comparable a la impactante representación del crucificado en el Retablo de Isenheim de Matthias Grünewald, realizado entre 1506 y 1515.  

## Creación
La datación visible en el borde derecho indica el año 1521. Sin embargo, se cambió posteriormente a 1522 y este cambio se revirtió posteriormente. Un dibujo anónimo a punta de plata que se conserva muestra que la sección transversal del nicho no era originalmente rectangular, sino más bien un cuarto de círculo, por lo que Holbein obviamente revisó posteriormente la pintura en consonancia con las investigaciones arqueológicas al respecto del comitente y  la refechó, pero más tarde, presumiblemente porque la creación o encargo original llegó ese año, reinsertó el año original.
Holbein había recibido recientemente la ciudadanía de Basilea, en 1520, y causó revuelo allí con la pintura de la fachada de la casa "zum Tanz".  Ya había realizado un retrato del comitente del Cristo muerto, el abogado, catedrático y humanista de Basilea Bonifacio Amerbach, en 1519, pero en los años siguientes trabajó principalmente como dibujante e ilustrador con diseños para los impresores y editores de la ciudad  así como para los pintores de vidrieras. En 1521 recibió el encargo de pintar exhaustivamente el Gran Salón del Consejo del Ayuntamiento de Basilea y, poco después, en 1522, el encargo de la Virgen de Solothurn. 
Una leyenda afirma que Holbein utilizó un cadáver recuperado del Rin como modelo para la pintura.

## Ubicación planificada

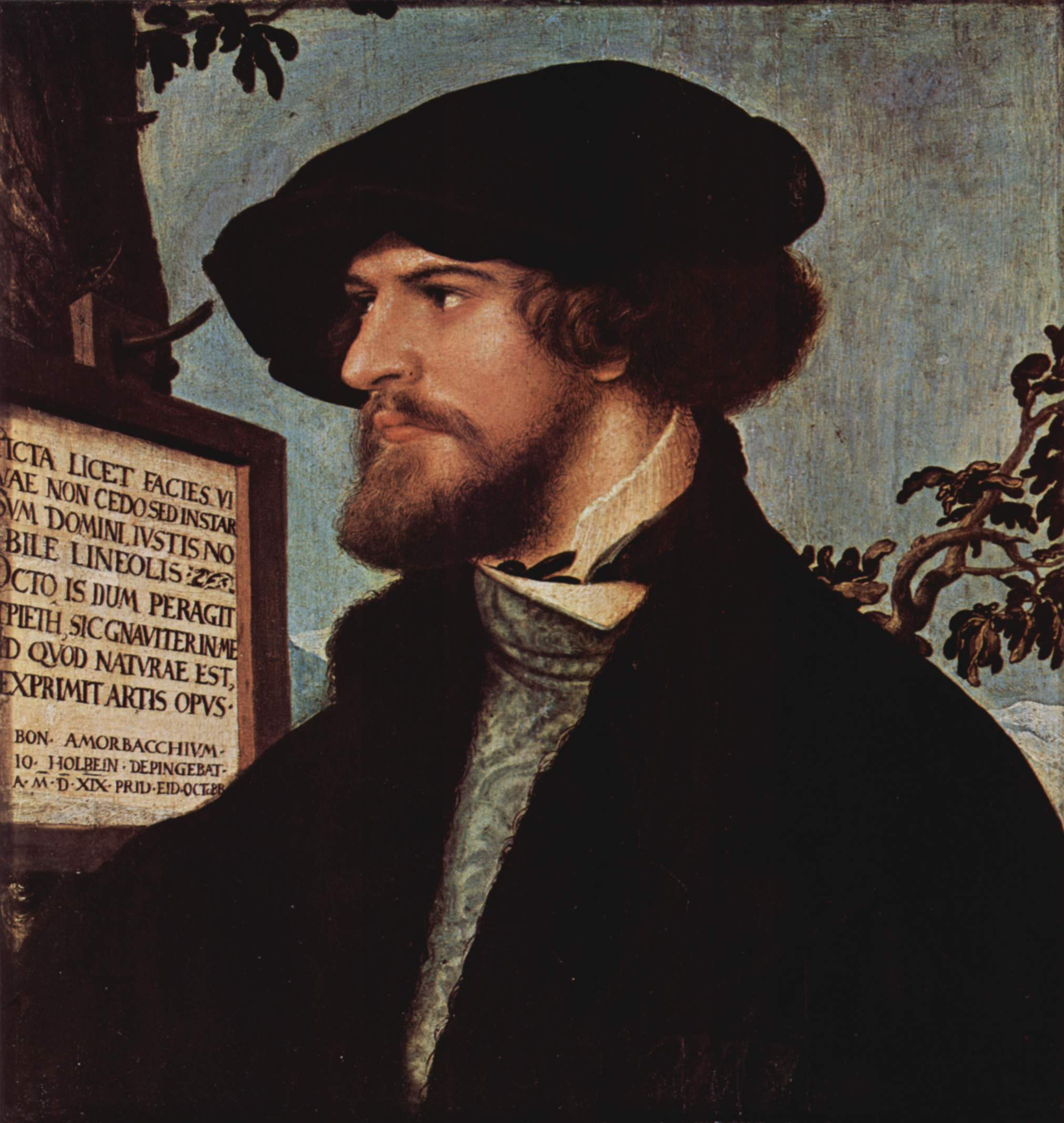
Hans Holbein el Joven : Retrato de Bonifacio Amerbach, quien encargó El cuerpo de Cristo en la tumba.

Se desconoció durante mucho tiempo dónde se pretendía originalmente instalar la pintura. Aunque el formato sugiere que se trataba de una predela, es difícil imaginar cómo los demás componentes de un retablo podrían haberse alineado con la representación del cadáver en perspectiva. Es concebible que la imagen estuviera destinada a formar el fondo o el frente del nicho de la tumba de un santo en una iglesia o capilla o que estuviera destinada a ser un panel independiente. Investigaciones posteriores de historia del arte averiguaron que la pintura fue pensada como parte de un epitafio para una capilla funeraria.  
El lugar evidente es la capilla funeraria de la familia Amerbach en el pequeño claustro de la Cartuja de Basilea. Bonifacio Amerbach comenzó a planificar un epitafio para su familia en este lugar en 1519 después de que su hermano Bruno Amerbach muriera a causa de la peste. El padre Johannes Amerbach, fallecido en 1513, ya había donado un altar para el claustro y fue enterrado allí con su esposa. Hacia 1519, Bonifacio inició una correspondencia con Beato Renano, quien supuestamente le aconsejaría sobre la redacción del texto de la tablilla. Amerbach parece haber adquirido en este momento la losa de piedra prevista, ya que el texto también parece haber sido diseñado teniendo en cuenta su tamaño y formato.  
Esta conexión se ve respaldada por el hecho de que las dimensiones del cuadro coinciden exactamente con las dimensiones de la losa de piedra (sin marco) que conmemora a la familia Amerbach. En la instalación prevista, el espectador se habría acercado al cuadro desde la izquierda y luego lo habría visto de cerca. Pero el cuadro nunca se instaló allí. La tumba de Johannes Amerbach, su esposa Barbara y su hijo Bruno Amerbach, así como otros cuatro miembros de la familia que también fallecieron desde entonces, no fue colocada hasta 1544 junto con la losa de piedra en el pequeño claustro de la Cartuja, donde todavía se encuentra hoy. Sin embargo, la furia iconoclasta de la Reforma en Basilea hizo que no fuera prudente colocar allí también la representación de Cristo muerto. Por lo tanto, el cuadro permaneció en las habitaciones privadas de la casa de la familia Amerbach y no se sabe si simplemente se guardó allí o se mostró.

## Procedencia

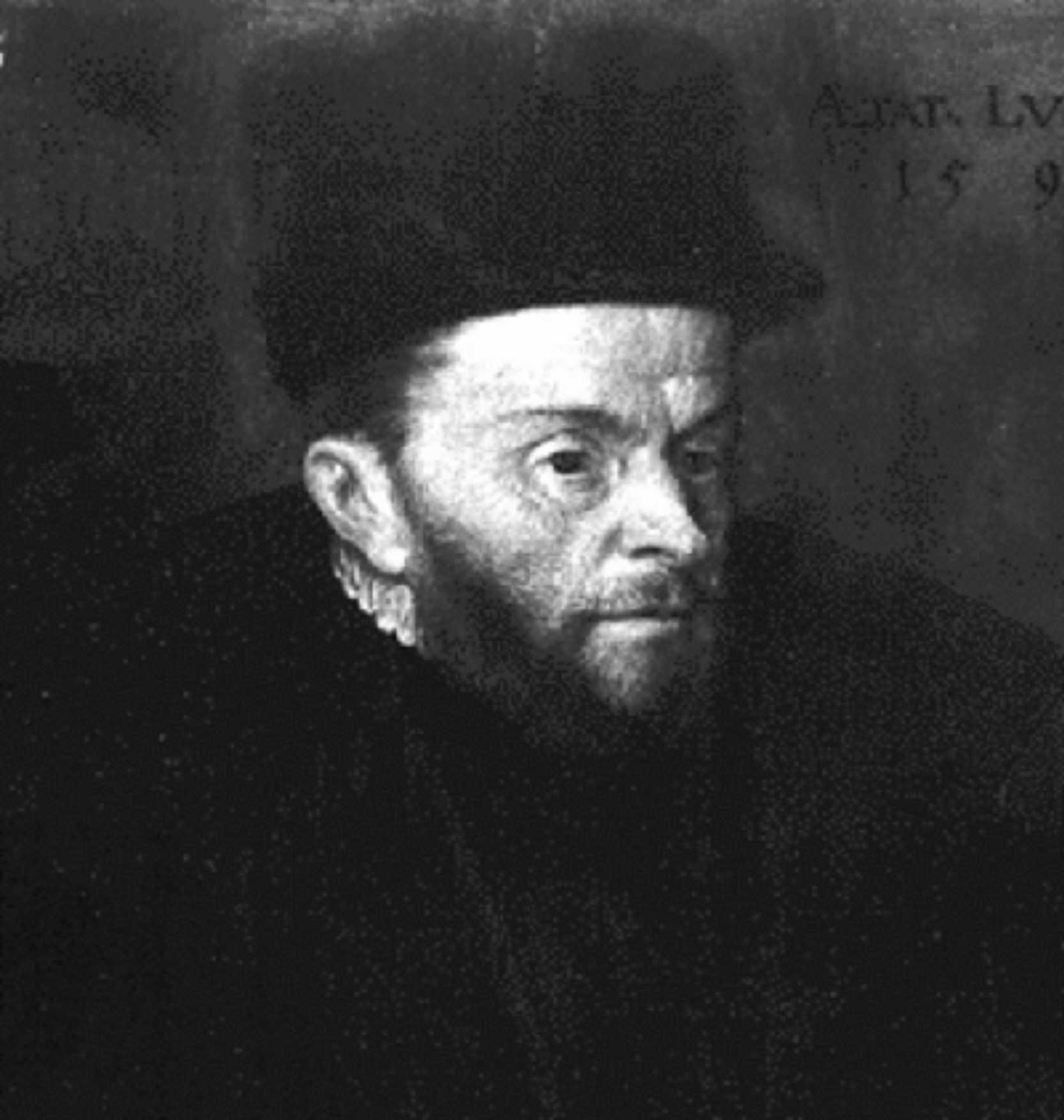
Basilio Amerbach.

Inicialmente, la pintura permaneció en posesión de la familia Amerbach y pasó a formar parte del Gabinete Amerbach, una colección privada de arte, monedas y escritos reunida por Basilio Amerbach. El buen estado de conservación sugiere que la imagen fue colocada en un lugar público y retirada debido a la iconoclasia o estuvo expuesta a transporte frecuente. En cualquier caso, en 1587 la pintura está registrada en el inventario de Basilio Amerbach como " Ein todten bild Holbeins vf holtz mit Ölfarben" (Una imagen de la muerte [de Cristo] de Holbein en tabla con pintura al óleo), con la nota marginal adicional: "cum titulo Iesus Nazarenus rex J(udaeorum)", esto último aparece en la obra escrito en la franja superior simulando letras doradas en relieve, acompañadas de pequeños ángeles portando los instrumentos de la crucifixión. En 1661, la ciudad y la Universidad de Basilea adquirieron de la familia el gabinete Amerbach, que sirvió de base para la biblioteca de la universidad y varios museos de la ciudad. La pintura ahora forma parte de la colección de arte pública y se exhibe en el Kunstmuseum de Basilea.

## Recepción
La pintura sorprendió con una mezcla de fascinación y conmoción y fue popular hasta el siglo XIX. En 1867, verla en el Museo de Arte de Basilea llevó al escritor ruso Fiodor Dostoievski al borde de un ataque epiléptico. Dostoievski utilizó más tarde el episodio en su novela El idiota, donde hace que el protagonista, mirando una copia del cuadro, diga que "El cuerpo de Cristo en la tumba tiene el poder de extinguir la fe de cualquiera" y otro personaje durante una discusión filosófica sobre ella afirma que demuestra la victoria de la "naturaleza ciega" sobre todo, incluso sobre lo más perfecto y bello de los seres.
El crítico del arte Michael Onfray describe el efecto de los ojos y la boca abiertos como que da la impresión de que "el espectador ve a Cristo viendo: también puede percibir lo que la muerte le depara, porque está mirando al cielo, mientras su alma está allí. Nadie se ha molestado en cerrar  la boca y los ojos. O bien Holbein quiere decirnos que, incluso en la muerte, Cristo todavía nos ve y nos habla".
El mensaje teológico de la pintura sigue siendo relevante para la Iglesia católica. El papa Francisco escribió sobre el cuadro en su encíclica Lumen fidei, publicada en 2013: “El cuadro representa de manera muy drástica el efecto destructivo de la muerte sobre el cuerpo de Cristo. Y, sin embargo, es precisamente en la contemplación de la muerte de Jesús donde se encuentra la fe. Fortalecido y recibido por una luz brillante, demuestra ser una fe en el amor inquebrantable de Jesús por nosotros, capaz de ir a la muerte para salvarnos. Puedes creer en este amor que no rehuyó la muerte para demostrarme cuánto me ama; su totalidad está fuera de toda sospecha y nos permite confiarnos plenamente a Cristo”.